# Derde Partij (Frankrijk)

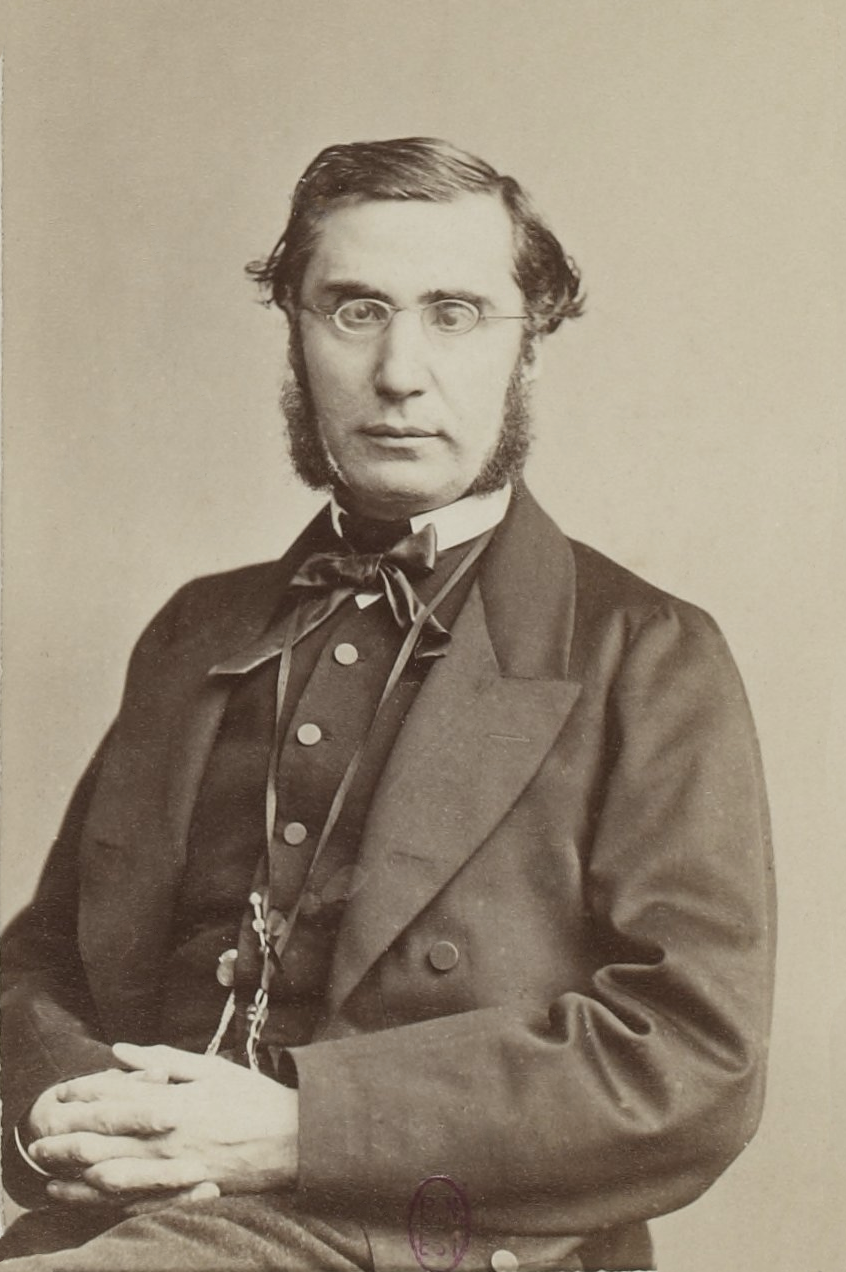
De republikein Émile Ollivier was na de verkiezingen voor het Wetgevend Lichaam van 1857 een van Les Cinq, de vijf republikeinsgezinde verkozenen in het Wetgevend Lichaam. Op 2 januari 1870, in de laatste maanden van het Tweede Franse Keizerrijk, werd hij eerste minister van Frankrijk.

De Derde Partij (Frans: Tiers Parti) was een Franse republikeinsgezinde partij van conservatieve liberalen die is ontstaan in 1864 en die naar het einde van het Tweede Franse Keizerrijk in 1870 de belangrijkste partij werd. Na de parlementsverkiezingen van 1869 kwam de Derde Partij bovendien aan de macht, nadat keizer Napoleon III partijlid Émile Ollivier had benoemd tot leider van de regering-Ollivier.
De Derde Partij zette zich af tegen de systematische oppositie van de republikeinen tijdens het Tweede Franse Keizerrijk. Men aanvaardde de bonapartistische dynastie van keizer Napoleon III, maar verwierp het Autoritaire Keizerrijk. De partij bestond uit een kern van een veertigtal volksvertegenwoordigers uit het Wetgevend Lichaam, die ruwweg waren onder te verdelen in vier strekkingen:
- de zogenaamde officiële liberale kandidaten, zoals de latere ministers Jules Brame en Eugène Chevandier de Valdrome;
- de kandidaten met steun van het regime die echter klerikale en protectionistische opvattingen hebben, zoals Charles Kolb-Bernard en Ignace Plichon;
- de onafhankelijke royalisten, zoals Louis Buffet;
- en de onafhankelijke republikeinen, zoals de latere eerste minister Émile Ollivier.

Hoewel Adolphe Thiers, nochtans een politiek kopstuk van de Liberale Unie, zich afzijdig hield van de Derde Partij, had hij een grote invloed op de partij doordat vele van zijn vrienden er lid van waren. Bovendien heerste er verwarring tussen de familienaam Thiers en de partijnaam tiers.
De Derde Partij was voorstander van het handhaven van de orde in Frankrijk. In dit opzicht steunden zij het regime van Napoleon III, daar het orde bracht in de Franse samenleving. De partij kwam evenwel op voor fundamentele vrijheden.
Tijdens het Liberale Keizerrijk ging de Derde Partij er verkiezing na verkiezing op vooruit. Na de parlementsverkiezingen van 1869 kwam de Derde Partij bovendien aan de macht, nadat keizer Napoleon III partijlid Émile Ollivier had benoemd tot regeringsleider. Op 2 januari 1870 ontstond de regering-Ollivier. Deze zou slechts zeven maanden aanblijven, tot 10 augustus 1870. 25 dagen later viel het Tweede Franse Keizerrijk en volgde de afkondiging van de Derde Franse Republiek.